# Bulbe du vestibule
Les bulbes du vestibule ou bulbes vestibulaires (bulbus vestibuli vaginae en latin), plus récemment appelés bulbes clitoridiens ou bulbes du clitoris sont des organes claviformes et symétriques faisant partie de l'appareil génital féminin et qui mesurent de 3 à 4 cm de long et 1 cm de hauteur. Ils sont situés autour du vagin et de l'urètre et ils entourent l'orifice vaginal et le méat urétral. Placés profondément au niveau des grandes lèvres, ces organes convergent ensemble postérieurement vers le clitoris, avec lequel ils constituent l'organe érectile féminin.

## Structure
Les recherches indiquent que les bulbes vestibulaires sont plus étroitement liés au clitoris qu'au vestibule vulvaire en raison de la similitude des tissus trabéculaires et érectiles du clitoris et des bulbes, et de l'absence de tissu trabéculaire dans les autres organes génitaux, la nature trabéculaire du tissu érectile permettant l'engorgement et l'expansion pendant l'excitation sexuelle. Ils entourent l'ouverture vaginale, et sont dépourvus de tunique  albuginée,.

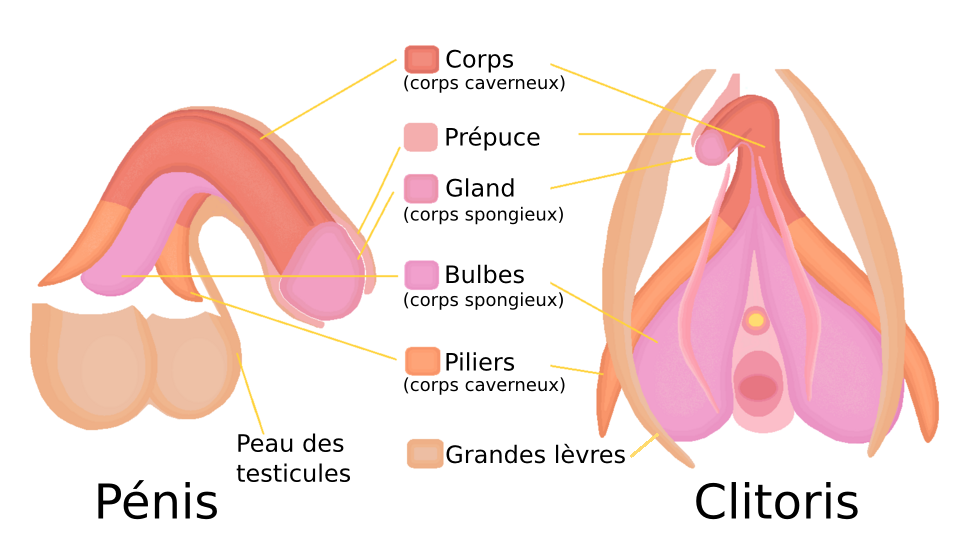

Les bulbes vestibulaires sont homologues du bulbe du pénis et de la partie adjacente du corps spongieux de l'homme et consistent en deux masses allongées de tissu érectile. Leurs extrémités postérieures sont élargies et sont en contact avec les grandes glandes vestibulaires ; leurs extrémités antérieures sont effilées et reliées entre elles et aux autres sous-structure du clitoris et de la vulve par la pars intermedia ; leurs surfaces profondes sont en contact avec le fascia inférieur du diaphragme urogénital ; superficiellement, elles sont recouvertes par le muscle bulbo-spongieux.